# J:COM せたまち
J:COM せたまち（ジェイコム せたまち）とは、現在はジェイコム東京運営の「J:COM 世田谷」とジェイコム湘南・神奈川運営の「J:COM 町田・川崎」が、ジェイコムイースト時代に運営されたケーブルテレビ局施設。

## 概略
開設当初は「小田急情報サービス」が運営していたが、ジュピターテレコムに参画ののち「ジェイコムせたまち」に商号を変更。
「ジェイコム関東（ジェイコムイーストの旧商号）」に吸収合併され、以来同社の局のひとつになるも、営業上の理由により2016年4月1日に「J:COM 世田谷」と「J:COM 町田・川崎」に分割された。

この時点では（あくまでも営業上の理由の為）、設備やアフターサービス、ホームページなどに変更はなく、局名も従来通りの「J:COM せたまち」に加え、「J:COM 世田谷」と「J:COM 町田・川崎」の併記も見られた。
その後、2019年6月1日に「ジェイコム東京」に吸収される。

その際事業地域が再編され、川崎に事業所が置かれていた「J:COM 町田・川崎」が「ジェイコム湘南・神奈川」に移管された。

## 事業所

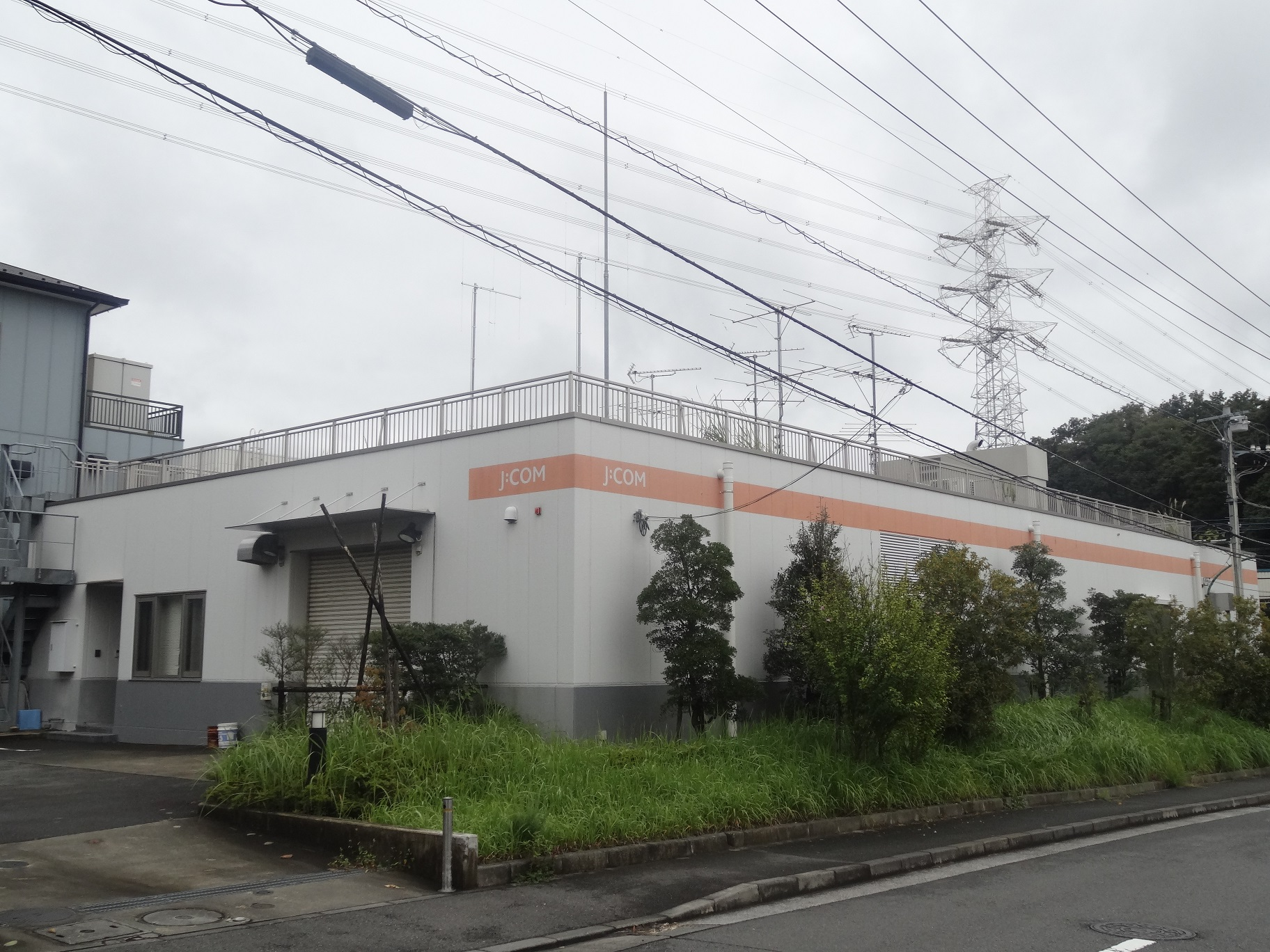
せたまち局設備

局舎
- せたまち局センター（北緯35度36分30.7秒 東経139度28分16.6秒 / 北緯35.608528度 東経139.471278度座標: 北緯35度36分30.7秒 東経139度28分16.6秒 / 北緯35.608528度 東経139.471278度）
  - 神奈川県川崎市麻生区栗木2-3-4

## 提供区域内自治体
J:COM 世田谷
- 東京都
  - 世田谷区
  - 狛江市

J:COM 町田・川崎
- 神奈川県
  - 川崎市
    - 麻生区、多摩区

  - 横浜市
    - 青葉区

  - 相模原市
    - 南区
- 東京都
  - 稲城市、町田市